# Sich Zaporozhia
Sich Zaporozhia (tiếng Ba Lan: Sicz Zaporoska, tiếng Ukraina: Запорозька Січ, Zaporozka Sich; còn gọi là tiếng Ukraina: Вольностi Вiйська Запорозького Низового, Volnosti Viiska Zaporozkoho Nyzovoho; Vùng đất tự do của Quân đoàn Zaporozhia Hạ) là một thực thể bán tự trị và nhà nước nguyên thủy của người Cossack tồn tại từ thế kỷ 16 đến 18, bao gồm giai đoạn hơn một trăm năm là nhà nước quân phiệt tự trị bên trong Quốc gia hetman Cossack, trung tâm nằm quanh khu vực nay là hồ chứa nước Kakhovka và trải trên hạ du sông Dnepr tại Ukraina. Trong các giai đoạn khác nhau, khu vực nằm dưới chủ quyền của Thịnh vượng chung Ba Lan–Litva, Đế quốc Ottoman, nước Nga Sa hoàng và Đế quốc Nga.
Năm 1775, ngay sau khi Nga sáp nhập các lãnh thổ được nhượng lại từ Ottoman theo Hiệp định Küçük Kaynarca (1774), Yekaterina II của Nga giải tán Sich. Bà hợp nhất lãnh thổ này vào tỉnh Novorossiya.
Thuật ngữ Sich Zaporozhia cũng có thể ám chỉ ẩn dụ và không chính thức đến toàn thể tổ chức quân sự-hành chính của quân đoàn Cossack Zaporozhia.

## Tên gọi
Tên gọi "Zaporizhia" đề cập đến tổ chức quân sự và chính trị của người Cossack và đến vị trí lãnh thổ tự trị của họ 'bên kia các ghềnh' (za porohamy) của sông Dnepr. Các ghềnh sông Dnepr là một nơi chuyển tải chính trên tuyến mậu dịch bắc-nam sông Dnepr. Thuật ngữ sich là một danh từ liên quan đến động từ Đông Slav sich' (сѣчь), nghĩa là "chặt" hoặc "cắt"; nó có thể được liên kết với các hàng rào có gai nhọn bằng gỗ thông thường xung quanh các khu định cư của người Cossack.
Zaporizhia nằm trong khu vực xung quanh hồ chứa nước Kakhovka ở đông nam Ukraina ngày nay (phần lớn lãnh thổ của nó hiện bị ngập dưới hồ chứa). Khu vực này còn được biết đến với thuật ngữ lịch sử là Cánh đồng hoang.

## Lịch sử
Một tiền thân khả dĩ của Sich Zaporozhia là một công sự (sich) xây dựng trên đảo Tomakivka (Sich Tomakivska) ở giữa sông Dnepr nay thuộc vùng Zaporizhzhia của Ukraina. Tuy nhiên, không có bằng chứng trực tiếp về thời gian chính xác tồn tại Sich Tomakivska, còn dữ liệu gián tiếp cho thấy vào thời Sich Tomakivska vẫn chưa có Sich Zaporozhia.
Lịch sử Sich Zaporozhia trải qua sáu giai đoạn:
- Sự xuất hiện của Sich (xây dựng thành Khortytsia) (1471–1583)
- Là bộ phận của Tiểu Ba Lan thuộc Lãnh địa hoàng gia Ba Lan, khi được đưa vào tỉnh Kyiv (1583–1657)
- Đấu tranh chống lại Rzeczpospolita (nhà nước Ba Lan-Litva), Đế quốc Ottoman, và Hãn quốc Krym để giành độc lập cho phần Ukraina của Rzeczpospolita (Thịnh vượng chung) (1657–1686)
- Đấu tranh với Krym, Đế quốc Ottoman, và Đế quốc Nga vì bản sắc độc nhất của người Cossack (1686–1709)
- Bế tắc với chính phủ Nga khi họ nỗ lực nhằm loại bỏ quyền tự quản của Sich, và Sich sụp đổ (1734–1775)
- Hình thành Sich Danube bên ngoài Đế quốc Nga và tìm cách trở về quê hương (1775–1828)

### Hình thành

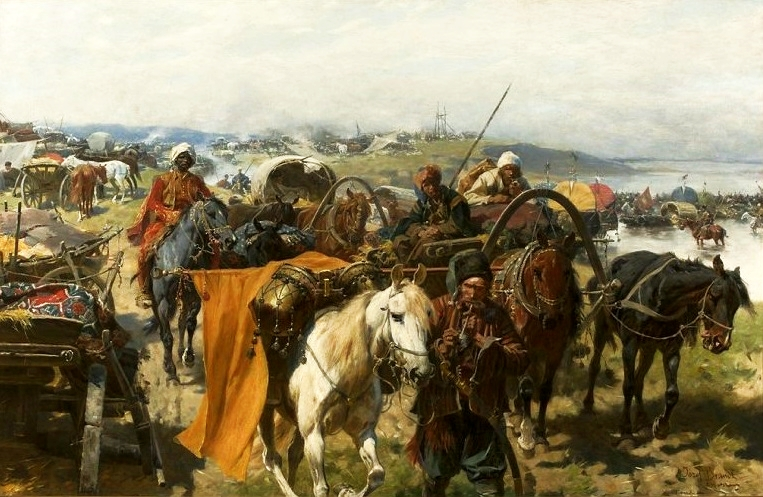
"Đạo quân hậu tập của người Zaporozhia" của Józef Brandt (Bảo tàng quốc gia tại Warszawa)

Sich Zaporozhia xuất hiện với vai trò một phương thức phòng thủ của người định cư Slav chống lại các cuộc tấn công thường xuyên và tàn khốc của người Tatar Krym, thế lực này bắt giữ và nô lệ hóa hàng trăm nghìn người Ukraina, Belarus và Ba Lan trong các chiến dịch gọi là "thu hoạch thảo nguyên". Người Ukraina lập ra một lực lượng phòng thủ là Cossack, mãnh liệt đủ để ngăn đám người Tatar, và xây dựng các trại kiên cố (sichi) và sau đó chúng được thống nhất để hình thành một thành trì trung tâm là Sich Zaporozhia.
Thân vương Dmytro Vyshnevetsky thành lập Sich Zaporozhia đầu tiên trên đảo Tiểu (Mala) Khortytsia vào năm 1552, xây dựng một thành trì tại Niz Dnieprovsky (Hạ Dnepr) và đặt một đội quân đồn trú Cossack tại đây; Quân Tatar phá hủy thành trì vào năm 1558. Sich Tomakivka được xây dựng trên một đảo nay đã bị ngập ở phía nam, gần thành phố Marhanets hiện nay; người Tatar cũng san bằng sich này vào năm 1593. Một sich thứ ba xuất hiện ngay sau đó trên đảo Bazavluk, nó tồn tại cho đến năm 1638 khi bị quân viễn chinh Ba Lan phá hủy để đàn áp một cuộc khởi nghĩa Cossack. Các khu định cư này được thành lập vào thế kỷ 16, và đủ phức tạp để cấu thành một quốc gia nguyên thủy sơ khai.

### Đấu tranh độc lập

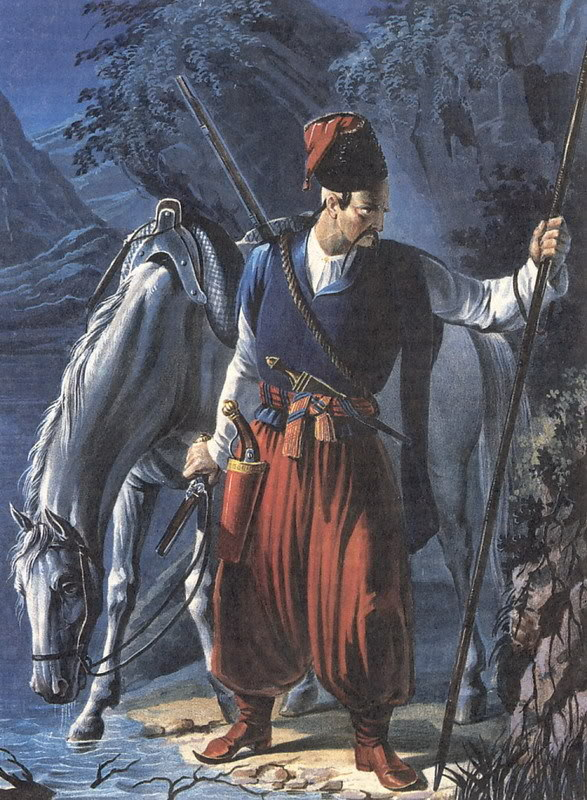
Người Cossack Zaporozhia, thế kỷ 18.

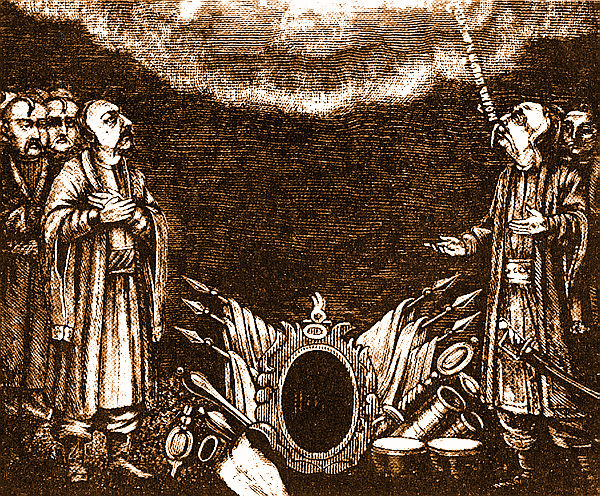
Lời cầu nguyện của người Cossack Zaporozhia, mảnh vỡ của biểu tượng Bảo vệ Đức Trinh Nữ Maria.

Người Cossack Zaporozhia được đưa vào tỉnh Kyiv từ năm 1583 đến năm 1657, một phần của miền Tiểu Ba Lan của Lãnh địa hoàng gia Ba Lan. Tuy nhiên, họ phẫn nộ với sự cai trị của Ba Lan, một trong những lý do là khác biệt về tôn giáo, vì những người Cossack theo Cơ đốc giáo Chính thống trong khi người Ba Lan chủ yếu theo Công giáo. Do đó, họ tham gia vào một cuộc đấu tranh lâu dài giành độc lập khỏi các cường quốc xung quanh, gồm Rzeczpospolita (nhà nước Ba Lan), Đế quốc Ottoman, Hãn quốc Krym, và nước Nga Sa hoàng rồi Đế quốc Nga. Sich trở thành trung tâm của đời sống người Cossack, được cai trị bởi Rada Sich cùng với Kosh Ataman (đôi khi được gọi là Hetman, từ tiếng Đức "Hauptmann").
Năm 1648, Bohdan Khmelnytsky chiếm được một sich tại Mykytyn Rih, gần thành phố Nikopol ngày nay. Từ đó, ông bắt đầu một cuộc khởi nghĩa chống lại Thịnh vượng chung Ba Lan-Litva, dẫn đến việc thành lập Quốc gia hetman Cossack (1648–1764). Sau Hiệp định Pereyaslav năm 1654, Quân đoàn Zaporozhia được chia thành Quốc gia hetman với thủ đô là Chyhyryn, và khu vực tự trị hơn là Zaporozhia, tiếp tục tập trung tại Sich. Trong thời kỳ này, Sich đã thay đổi địa điểm nhiều lần. Sich Chortomlyk được xây dựng ở cửa sông Chortomlyk vào năm 1652. Năm 1667, Hiệp định đình chiến Andrusovo biến Sich trở thành khu vực đồng cai trị của Nga và Ba Lan-Litva.
Trong thời kỳ Pyotr I của Nga trị vì,  người Cossack được sử dụng để xây dựng các kênh đào và tuyến công sự ở miền bắc nước Nga. Ước tính có khoảng 20–30 nghìn người được gửi đi mỗi năm. Lao động nặng nhọc dẫn đến tỷ lệ tử vong cao trong những người tham gia xây dựng, và ước tính chỉ có khoảng 40% người Cossack trở về nhà.
Sau Trận Poltava năm 1709, Sich Chortomlyk (đôi khi được gọi là " Sich Cũ" (Stara Sich)) bị phá hủy, còn thủ đô Baturyn của Hetman Ivan Mazepa bị san bằng. Một sich khác được xây dựng ở cửa sông Kamianets nhưng bị chính phủ Nga phá hủy vào năm 1711. Người Cossack sau đó chạy trốn đến Hãn quốc Krym để tránh bị đàn áp và thành lập Sich Olishky vào năm 1711 (ngày nay là thành phố Oleshky). Năm 1734, họ được phép trở lại Đế quốc Nga. Bị phân biệt đối xử trong Hãn quốc Krym, người Cossack chấp nhận lời đề nghị quay trở lại và xây dựng một Sich khác gần với Sich Chortomlyk trước đây (được gọi là "Sich mới"). Dân số ở vùng thảo nguyên vào khoảng 52.000 người vào năm 1768.
Chính quyền Nga lo ngại về nền độc lập của Sich, dẫn đến việc họ bãi bỏ Quốc gia hetman vào năm 1764. Tầng lớp sĩ quan Cossack được hợp nhất vào giới quý tộc Đế quốc Nga (Dvoryanstvo). Tuy nhiên, người Cossack bình thường bị hạ xuống địa vị nông dân, bao gồm một phần đáng kể người Zaporozhia cũ. Căng thẳng gia tăng sau Hiệp định Küçük Kaynarca, khi nhu cầu bảo vệ biên giới phía nam chấm dứt sau khi Nga sáp nhập Krym. Việc thuộc địa hóa Novorossiya (Tân Nga) với người Serbia và người Romania do Nga bảo trợ đã gây thêm xung đột. Sau khi kết thúc chiến tranh giữa Nga và Ottoman để chiếm hữu Biển Đen và thảo nguyên Krym, Nga không còn cần người Cossack Zaporozhia để bảo vệ khu vực biên giới. Nga cuối cùng phá hủy Sich Zaporozhia thông qua lực lượng quân sự vào năm 1775.

### Phá hủy và hậu quả

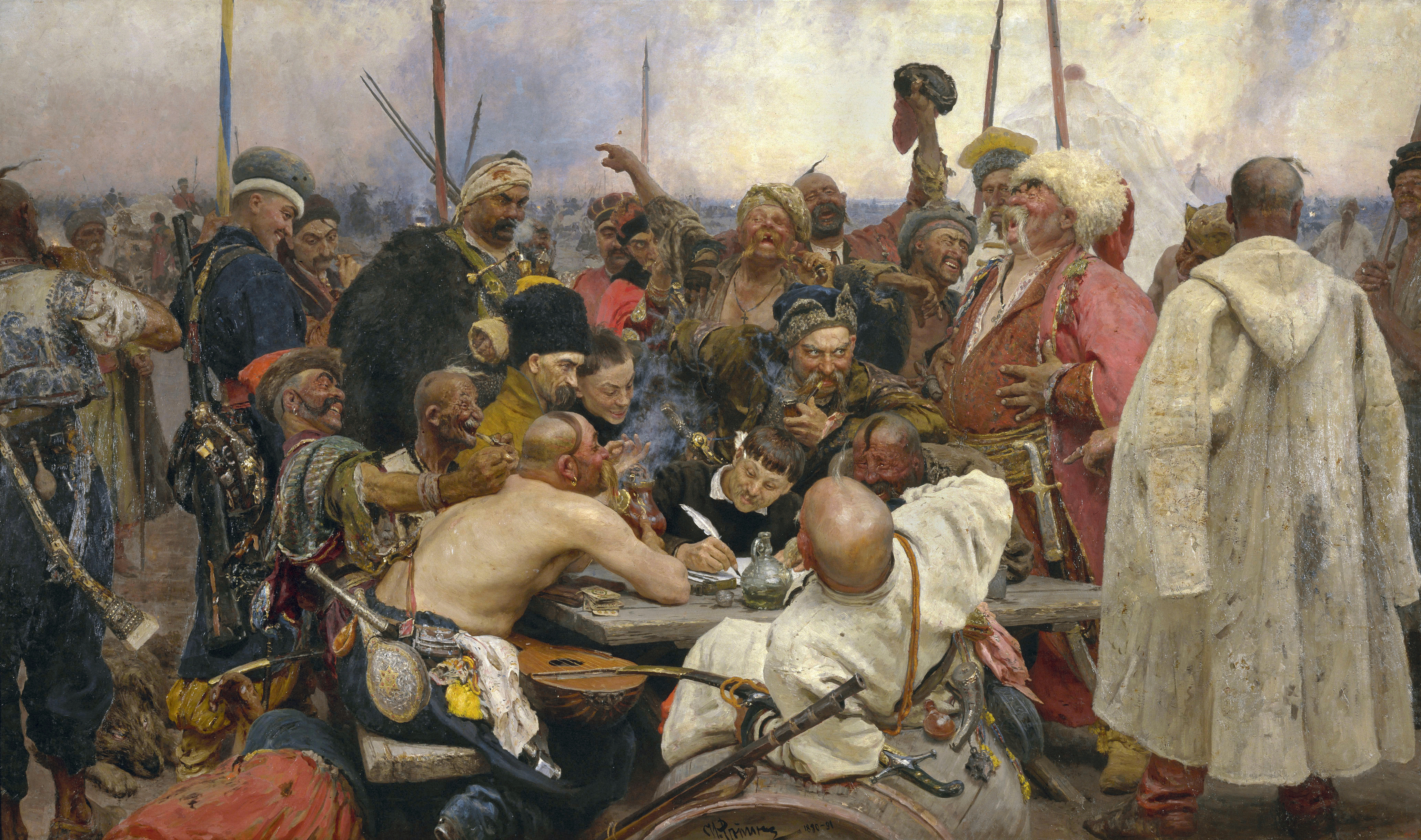
Người Cossack viết thư trả lời cho bức thư từ Sultan Mehmed IV của Ottoman, (Thư hồi đáp của người Cossack Zaporozhia gửi Sultan Mehmed IV của Đế quốc Ottoman, của Ilya Repin)

Vào tháng 5 năm 1775, Tướng quân Nga Peter Tekeli nhận lệnh chiếm đóng và tiêu diệt Sich Zaporozhia từ Grigory Potemkin, Potemkin được lệnh trực tiếp từ Nữ hoàng Yekaterina. Vào ngày 5 tháng 6 năm 1775, Tekeli bao vây Sich bằng pháo binh và bộ binh. Ông hoãn cuộc tấn công và thậm chí cho phép các chuyến thăm trong khi người đứng đầu Quân đoàn là Petro Kalnyshevsky đang quyết định cách phản ứng với tối hậu thư của Nga. Người Zaporozhia quyết định đầu hàng. Sich chính thức bị giải tán theo tuyên ngôn ngày 3 tháng 8 năm 1775 của Yekaterina, "Về việc thanh lý Sich Zaporozhia và sáp nhập nó vào tỉnh Novorossiya", và Sich đã bị san bằng.
Một số người thuộc tầng lớp sĩ quan Cossack, starshyna, trở thành quý tộc Nga kế tập và có được những vùng đất rộng lớn bất chấp những nỗ lực trước đây của họ nhằm di dời Sich đến Bắc Mỹ hoặc Úc. Dưới sự hướng dẫn của một starhyna tên là Lyakh, một nhóm gồm 50 người Cossack đã lập một âm mưu giả vờ đi câu cá trên sông Inhul bên cạnh sông Nam Buh thuộc các tỉnh của Ottoman, và lấy được 50 hộ chiếu cho chuyến hành trình. Việc này là đủ để cho phép khoảng 5.000 người Zaporozhia chạy trốn, một số đi đến Đồng bằng sông Danube và thành lập một Sich Danube mới, với tư cách là xứ bảo hộ của Đế quốc Ottoman. Những người khác chuyển đến Hungary và thành lập một Sich ở đó với tư cách là xứ bảo hộ của Đế quốc Áo. Theo văn hóa dân gian, một số đã chuyển đến Malta, bởi vì các Kosh otaman và các thành viên cao cấp khác của starhyna tự coi họ là một loại hiệp sĩ Malta.
Thủ lĩnh của Quân đoàn Zaporozhia là Petro Kalnyshevsky bị bắt và bị đày đến Quần đảo Solovetsky (nơi ông sống đến 112 tuổi trong Tu viện Solovetsky). Bốn starhyna cấp cao bị đàn áp và lưu đày, sau đó chết trong các tu viện ở Siberia. Các starhyna cấp thấp hơn ở lại và đứng về phía Nga được nhận cấp bậc quân sự và tất cả các đặc quyền đi kèm, đồng thời được phép gia nhập các trung đoàn Hussar và Dragoon. Hầu hết những người Cossack bình thường đều trở thành nông dân và thậm chí là nông nô.
Năm 1780, sau khi giải tán Quân đoàn Cossack Zaporozhia, Tướng quân Grigorii Potemkin đã cố gắng tập hợp và tổ chức lại người Cossack trên cơ sở tự nguyện, và họ đã giúp bảo vệ Ukraina khỏi quân Thổ Nhĩ Kỳ trong Chiến tranh Nga-Thổ Nhĩ Kỳ (1787–1792). Ông có thể tập hợp gần 12.000 người Cossack và gọi họ là người Cossack Biển Đen. Sau khi xung đột kết thúc, thay vì cho phép người Cossack định cư trên khắp miền Nam Ukraina, chính phủ Nga bắt đầu tái định cư họ ven sông Kuban. Năm 1860, họ đổi tên thành người Cossack Kuban.
Nhà văn Ukraina Adrian Kaschenko (1858–1921) và nhà sử học Olena Apanovich lưu ý rằng việc bãi bỏ Sich Zaporozhia có tác động mang tính biểu tượng mạnh mẽ và những ký ức về sự kiện này vẫn tồn tại trong văn hóa dân gian địa phương trong một thời gian dài.

## Tổ chức và chính phủ

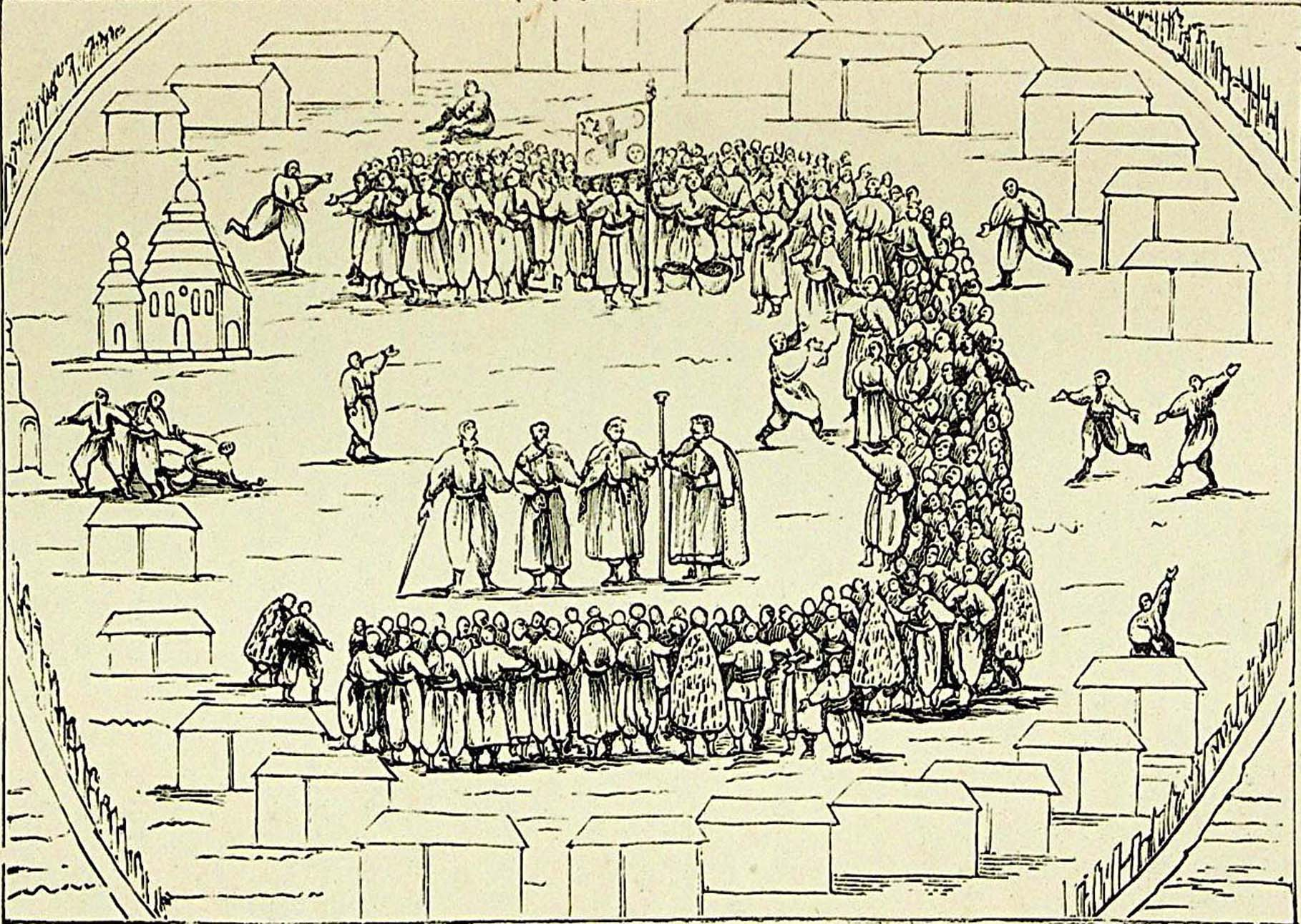
Một Rada (Hội đồng)
Sich Zaporozhia

Quân đoàn Zaporozhia được lãnh đạo bởi Rada Sich, họ bầu một Kosh otaman làm thủ lĩnh của quân đoàn. Người này được hỗ trợ bởi một thư ký trưởng (pysar), thẩm phán trưởng và trưởng phòng lưu trữ. Trong các hoạt động quân sự, otaman mang quyền lực vô hạn, được hỗ trợ bởi đội ngũ dưới quyền với tư cách là viện quân sự. Ông quyết định với thỏa thuận từ Rada về việc ủng hộ một Hetman nào đó (chẳng hạn như Bohdan Khmelnytsky) hay các nhà lãnh đạo khác của nhà nước.
Một số nguồn gọi Sich Zaporozhia là một "nước cộng hòa Cossack", bởi vì quyền lực cao nhất trong đó thuộc về hội đồng của toàn thể thành viên, và các nhà lãnh đạo (starhyna) được bầu cử. Người Cossack thành lập một đoàn thể (hromada) bao gồm các "kurin" (mỗi đơn vị có vài trăm người Cossack). Tòa án quân sự Cossack trừng phạt nghiêm khắc hành vi bạo lực và trộm cắp giữa những đồng đội, đưa phụ nữ đến Sich, uống rượu trong thời kỳ xung đột và các hành vi phạm tội khác. Chính quyền của Sich đã cung cấp nguồn lực cho các nhà thờ và trường học Chính thống giáo để giáo dục tôn giáo và thế tục cho trẻ em.
Cư dân của Sich có thành phần quốc tế, bao gồm người Ukraina, người Moldova, người Tatar, người Ba Lan, người Litva, người Do Thái, người Nga và nhiều dân tộc khác. Cấu trúc xã hội rất phức tạp, bao gồm tầng lớp tiểu quý tộc cơ cực và boyar, szlachta (quý tộc Ba Lan), thương nhân, nông dân, những kẻ sống ngoài vòng pháp luật thuộc mọi loại, nô lệ bỏ trốn khỏi các galley (thuyền) của Thổ Nhĩ Kỳ và nông nô bỏ trốn (với tên gọi polkovnyk Pivtorakozhukha Zaporozhia). Một số người không được Quân đoàn chấp nhận đã thành lập các băng đảng của riêng họ và cũng tự xưng là người Cossack. Tuy nhiên, sau Khởi nghĩa Khmelnytsky những cơ cấu này phần lớn đã biến mất và được tích hợp phần lớn vào xã hội Quốc gia hetman.
Người Cossack đã phát triển một hạm đội tàu lớn, nhanh và nhẹ. Các chiến dịch của họ nhắm vào các khu định cư giàu có trên bờ Biển Đen của Đế quốc Ottoman, và nhiều lần đã đưa chúng đến tận Constantinople  và Trabzon (trước đây là Trebizond).

### Các trung tân và vị trí Sich Zaporozhia
- Sich Khortytsia (1556–1557)
  - Đảo Khortytsia (nay là bộ phận của Zaporizhzhia)
- Sich Tomakivka (1564–1593)
  - bị chìm (nay nằm gần Marhanets)
- Sich Bazavluk (1593–1638)
  - bị chìm (nay nằm gần làng Kapulivka, huyện Nikopol)
- Sich Mykyta (1639–1652)
  - Nikopol
- Sich Chortomlyk (1652–1709)
  - bị chìm (nay nằm gần làng Kapulivka, huyện Nikopol)
- Sich Kamyanka (1709–1711)
  - gần làng Respublikanets, huyện Beryslav
- Sich Oleshky (1711–1734)
  - ngoại vi phía đông thành phố Oleshky
- Sich Nova [Pidpilnenska] (1734–1775)
  - gần làng Pokrovske, Nikopol Raion (khoảng cùng vị trú với Chortomlyk và Bazavluk)

### Thủ lĩnh Sich Zaporozhia
- Sich Khortytsia (1556–1557)
  - Wężyk Chmielnicki (1534–1569)
- Sich Tomakivka (1564–1593)
  - Wężyk Chmielnicki (1534–1569)
  - Michał Wiśniowiecki (1529–1584) (1569–1570)
  - Iwan Swiergowski (1574)
  - Samiylo Kishka (1574–1575)
  - Bohdan Ruzhynski (1575–1576)
  - Jacub Szach (1576–1578)
  - Ioan Potcoavă (1577–1578)
  - Lukyan Chornynsky (1578)
  - Jan Oryszowski (1581)
  - Samuel Zborowski (1581–1584)
  - Bohdan Mokoshynsky (1584)
  - Mykhailo Ruzhynski (1585)
  - Zakhar Kulaha (1585)
  - Bohdan Mokoshynsky (1586)
  - Lukyan Chornynsky (1586)
  - Demyan Skalozub (1585–1589)
  - Krzysztof Kosiński (−1593)
- Sich Bazavluk, (1593–1638)
  - Hryhoriy Loboda (1593–1596)
  - Bohdan Mokoshynsky (1594)
  - Jan Oryszowski (1596)
  - Severyn Nalyvaiko (1596)
  - Khrystofor Netkovsky (1596–1597)
  - Hnat Vasylevych (1596–1597)
  - Tykhin Baybuza (1597–1598)
  - Fedir Polous (1598)
  - Semen Skalozub (1599)
  - Samiylo Kishka (1600–1602)
  - Havrylo Krutnevych (1602–1603)
  - Ivan Kutskovych (1602–1603)
  - Ivan Kosyi (1603)
  - Kaletnyk Andriyevych (1609–1610)
  - Olifer Holub (1622–1623)
  - Mykhailo Doroshenko (1623–1625)
  - Kaletnyk Andriyevych (1624–1625)
  - Marek Zhmaylo (1625)
  - Mykhailo Doroshenko (1625–1628)
  - Hryhoriy Chorny (1628–1630)
  - Ivan Sulyma (1628–1629)
  - Lev Ivanovych (1629–1630)
  - Taras Tryasylo (1630)
  - Timothy Orendarenko (1630–1631)
  - Semen Perevyazka (1632)
  - Timothy Orendarenko (1632–1633)
  - Ivan Petrizhitsky-Kulaga (1632)
  - Andriy Didenko (1633)
  - Dorothy Doroshenko (1633)
  - Ivan Sulyma (1633–1635)
  - Sava Kononovych (1637)
  - Pavlo Pavlyuk (1637)
  - Illyash Karayimovych (1638)
  - Yakiv Ostryanyn (1638)
  - Dmytro Hunia (1638)
- Sich Mykytyn (1639–1652)
  - Karpo Pivtora-Kozhukha (1639–1642)
  - Maksym Hulak (1642–1646)
  - Thành lập Hetman của Quân đoàn Zaporizhia
- Sich Chortomlyk (1652–1709)
- Sich Kamyanka Sich (1709–1711)
- Sich Oleshky (1711–1734)
- Sich Nova Podpolnenska (1734–1775)
- Sich Danube (1775–1828)